# Карликовые соколы
Карликовые соколы (лат. Microhierax) — род хищных птиц семейства соколиных. 
Оседлые птицы тропических лесов Юго-Восточной Азии. Самые мелкие представители отряда соколообразных. Белолобый сокол-крошка с длиной тела до 15 см и массой около 35 г является самой мелкой хищной птицей.

## Описание
Длина тела 14—19 см, длина крыла 9—12 см, масса 35—45 г. Верх тела птиц окрашен в чёрный цвет, низ — белый, или белый с красновато-рыжим (красноногий карликовый сокол, черноногий сокол-крошка).
Предпочитают опушки, поляны и берега рек. Гнездятся в брошенных дуплах бородаток и дятлов, гнездо выстилают хитиновыми остатками насекомых. Ловят в воздухе стрекоз, бабочек, шмелей, жуков и других насекомых. Сорочий карликовый сокол может иногда ловить мелких птиц и ящериц.

## Список видов
В состав рода включают пять видов:
- Microhierax caerulescens (Linnaeus, 1758) — красноногий карликовый сокол
- Microhierax erythrogenys (Vigors, 1831) — филиппинский карликовый сокол
- Microhierax fringillarius (Drapiez, 1824) — черноногий сокол-крошка
- Microhierax latifrons Sharpe, 1879 — белолобый сокол-крошка
- Microhierax melanoleucos (Blyth, 1843) — сорочий карликовый сокол

## Ареал
Наиболее широкий ареал имеет красноногий карликовый сокол, обитающий на территории от Пакистана на западе до стран Индокитая на востоке. Сорочий карликовый сокол обитает на юге Китая, филиппинский карликовый сокол — на Филиппинских островах, черноногий сокол-крошка — на островах Малайского архипелага, белолобый сокол-крошка — только на северном побережье Калимантана.